# Terry Balsamo
Terry Balsamo (Tampa, 8 de outubro de 1972) é um músico e compositor americano. Foi guitarrista das banda de metal alternativo Cold, Limp Bizkit e Evanescence.

## Biografia

### Projetos iniciais e Cold
Após participar da banda Limp Bizkit em 1995, Terry se juntou com uns amigos de Jacksonville, entre eles Scooter Ward, Sam McCandless, Jeremy Marshall e Kelly Hayes da banda Cold em 1999.
Ele entrou para a banda como compositor e gravou para os álbuns 13 Ways to Bleed on Stage (2000) e Year of the Spider (2003). Também colaborou com a banda Staind durante a performance para o programa MTV Unplugged em 2001. Perto de sua saída do Cold, a banda abriu os shows para o Evanescence na Nintendo Fusion Tour em 2003.
Balsamo brevemente retornou a banda para uma turnê no início de 2009, mas não gravou com a banda e nem contribuiu para o álbum de retorno em 2011.

### Evanescence
Quando o guitarrista do Evanescence Ben Moody deixou a banda durante sua turnê europeia, Balsamo o substituiu nas performances ao vivo. Mais tarde, o futuro do Cold se tornou incerto e Balsamo deixou a banda para integrar o Evanescence definitivamente. Ele também contribuiu nas canções como compositor junto a vocalista da banda, Amy Lee.
Ele tornou-se o principal colaborador de Lee, além de co-escrever a maioria das canções do álbum The Open Door (2006), incluindo os singles "Call Me When You're Sober" e "Sweet Sacrifice". Balsamo também gravou o disco auto-intitulado, Evanescence em 2011, além de participar da turnê posterior.
Em 7 de agosto de 2015 foi anunciada na página oficial do Evanescence no Facebook a saída do guitarrista da banda. Até ao presente momento não foi divulgado o motivo da sua saída.

## Problemas de saúde
Em novembro de 2005 Balsamo sofreu um derrame. Os médicos informaram-lhe que era resultado de um coágulo de sangue em seu pescoço que se formou a partir de frequentes movimentos bruscos com sua cabeça no palco. Terry se recuperou e participou da turnê com a banda. Como resultado de sua lesão, ele agita seus cabelos para frente e para trás, a fim de complementar sua performance, e, assim, evitar problemas futuros.

## Equipamento
Guitarras